# Elie Saab

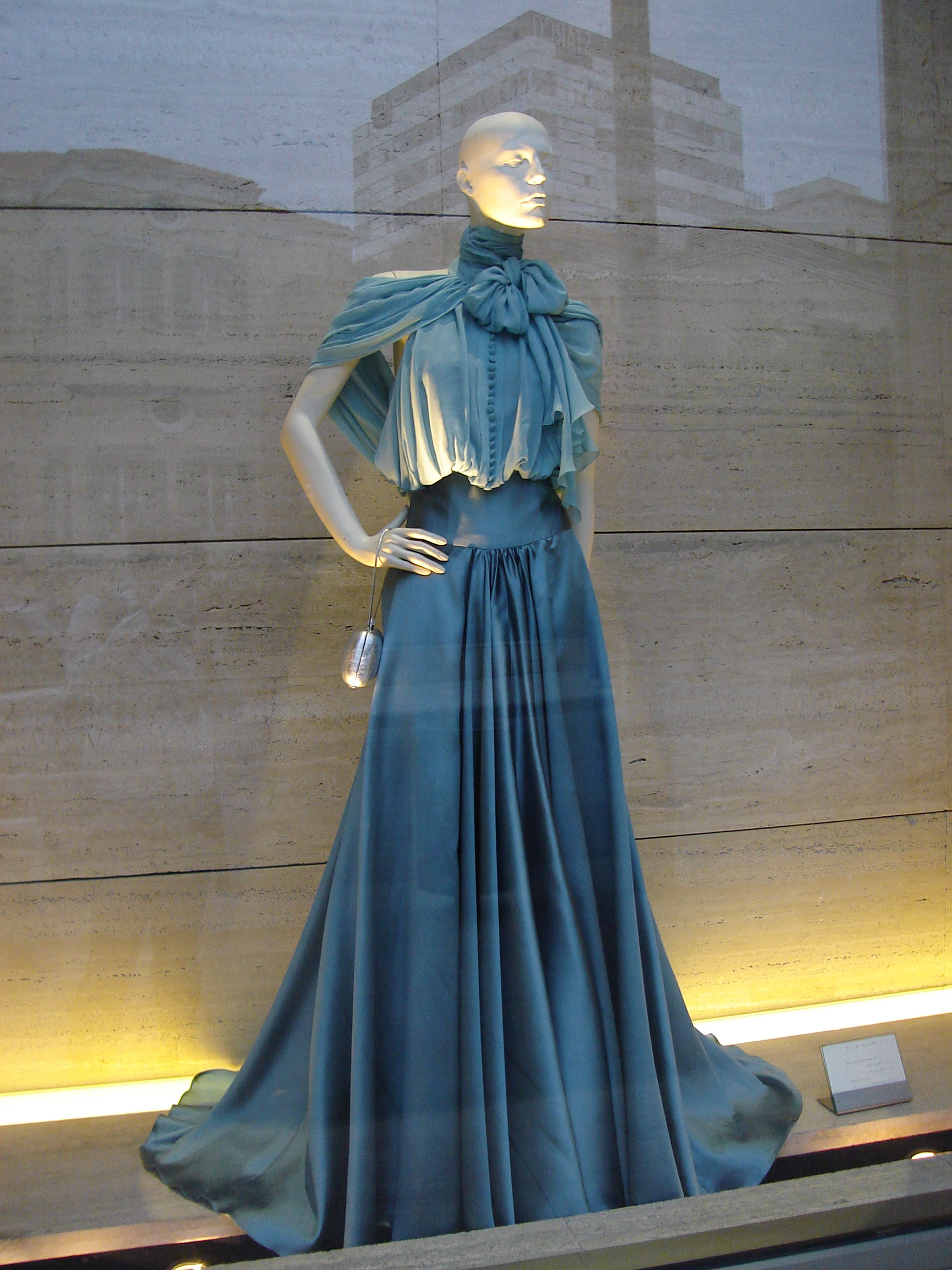
Elie Saab kreáció egy bejrúti kirakatban (2005)

Elie Saab (1964. július 4.) libanoni divattervező. 1982-ben indította el vállalkozását Bejrútban, fő műhelye azóta is Libanonban található, de dolgoztat Milánóban és Párizsban is.
Maronita szülők gyermekeként Saab magától tanult varrni gyerekkorában, majd Párizsban járt divatiskolába 1981-től, de 1982-ben abbahagyta, és saját műhelyt nyitott Bejrútban. 1997-ben ő lett az első nem olasz divattervező, aki tagja lehetett az olasz Camera Nazionale della Modanak, és ugyanebben az évben mutatta be első kollekcióját Bejrúton kívül, Rómában. 1998-ban indította el cégének azon üzletágát, ami azonnal hordható (ready to wear vagy prêt-à-porter) ruhákat kínált Milánóban, és divatbemutatót tartott Monacoban, amire Stephanie hercegnő is ellátogatott.
Igazi sikerre akkor tett szert, amikor 2002-ben Halle Berry amerikai színésznő az őáltala tervezett burgundiszínű csipkedíszítésű ruhában jelent meg az Oscar-díj átadásán, ahol elnyerte a legjobb színésznőnek járó díjat.
2003 májusában a Chambre Syndicale de la Haute Couture tagjává választotta, és ugyanezen év júliusában meg is tartotta Párizsban az első haute couture bemutatóját. Első párizsi pret-a-porter bemutatóján a 2006-os tavaszi-nyári kollekciót mutatta be.
Saab butikjai Bejrútban, Párizsban és Londonban találhatóak, ez utóbbi helyen a Selfridges és a Harrods áruházakban is árusítják ruháit.
A Saab által öltöztetett hírességek száma nagy, köztük van Beyoncé, Aishwarya Rai, Anna Kendrick, Christina Aguilera, Catherine Zeta-Jones, Rania jordán királyné Angelina Jolie, Celine Dion, Elena Anaya, Elsa Zylberstein, Viktória hercegnő, Kristen Stewart, Rihanna és Mila Kunis is.

## Fordítás
Ez a szócikk részben vagy egészben  az   Elie Saab című angol Wikipédia-szócikk ezen változatának fordításán alapul.  Az eredeti cikk szerkesztőit annak laptörténete sorolja fel. Ez a jelzés csupán a megfogalmazás eredetét és a szerzői jogokat jelzi, nem szolgál a cikkben szereplő információk forrásmegjelöléseként.